# Taddington (Gloucestershire)
Taddington – przysiółek w Anglii, w Gloucestershire. Leży 17 km od miasta Cheltenham. Taddington jest wspomniana w Domesday Book (1086) jako Tatintone.